# Planetella producta
Planetella producta är en tvåvingeart som först beskrevs av Johann Wilhelm Meigen 1830.  Planetella producta ingår i släktet Planetella och familjen gallmyggor. Inga underarter finns listade i Catalogue of Life.